# Campeonato Mundial de Natação em Piscina Curta de 2010 - 50 m peito masculino
A prova dos 50 metros nado peito masculino do Campeonato Mundial de Natação em Piscina Curta de 2010 foi disputado entre 18 e 19 de dezembro em Dubai nos Emirados Árabes Unidos.

## Recordes
Antes desta competição, os recordes mundiais e do campeonato nesta prova eram os seguintes:
|    | Nome                  | Nacionalidade | Tempo (segundo) | Local  | Data                   |
| -- | --------------------- | ------------- | --------------- | ------ | ---------------------- |
| WR | Cameron van der Burgh | África do Sul | 25.25           | Berlim | 14 de novembro de 2009 |
| CR | Oleg Lisogor          | Ucrânia       | 26.39           | Xangai | 9 de abril de 2006     |

## Medalhistas
| Ouro                      | Prata                       | Bronze                   |
| Felipe França Silva (BRA) | Cameron van der Burgh (RSA) | Aleksander Hetland (NOR) |

## Resultados

### Eliminatórias
As eliminatórias ocorreram dia 18 de dezembro. Dezesseis nadadores num total de 92 se classificaram  para a semifinal. 
| Colocação | Bateria | Raia | Nome                              | Tempo | Notas |
| --------- | ------- | ---- | --------------------------------- | ----- | ----- |
| 1         | 10      | 4    | Cameron van der Burgh (RSA)       | 26.14 | Q, CR |
| 2         | 12      | 5    | Fabio Scozzoli (ITA)              | 26.46 | Q     |
| 3         | 10      | 3    | Aleksandr Triznov (RUS)           | 26.59 | Q     |
| 4         | 11      | 6    | Damir Dugonjic (SLO)              | 26.69 | Q     |
| 5         | 11      | 5    | Felipe França Silva (BRA)         | 26.74 | Q     |
| 6         | 10      | 2    | João Gomes Jr. (BRA)              | 26.76 | Q     |
| 7         | 12      | 4    | Roland Schoeman (RSA)             | 26.78 | Q     |
| 8         | 11      | 3    | Vladislav Polyakov (KAZ)          | 26.80 | Q     |
| 9         | 11      | 2    | Mihail Alexandrov (USA)           | 26.81 | Q     |
| 10        | 12      | 6    | Mark Gangloff (USA)               | 26.82 | Q     |
| 11        | 11      | 4    | Aleksander Hetland (NOR)          | 26.84 | Q     |
| 12        | 8       | 3    | Li Xiayan (CHN)                   | 26.91 | Q     |
| 12        | 10      | 5    | Čaba Silađi (SRB)                 | 26.91 | Q     |
| 14        | 10      | 6    | Stanislav Lakhtyukhov (RUS)       | 26.98 | Q     |
| 15        | 12      | 2    | Hendrik Feldwehr (GER)            | 27.08 | Q     |
| 16        | 12      | 3    | Robin van Aggele (NED)            | 27.12 | Q     |
| 17        | 10      | 1    | Lennart Stekelenburg (NED)        | 27.13 |       |
| 18        | 9       | 6    | Filipp Provorkov (EST)            | 27.26 |       |
| 19        | 11      | 1    | Brenton Rickard (AUS)             | 27.31 |       |
| 20        | 9       | 4    | Hugues Duboscq (FRA)              | 27.32 |       |
| 21        | 12      | 7    | Martti Aljand (EST)               | 27.35 |       |
| 22        | 8       | 2    | Wang Shuai (CHN)                  | 27.39 |       |
| 23        | 12      | 8    | Christian Sprenger (AUS)          | 27.46 |       |
| 24        | 8       | 5    | Paul Kornfeld (CAN)               | 27.53 |       |
| 25        | 9       | 3    | Warren Barnes (CAN)               | 27.56 |       |
| 26        | 8       | 1    | Edgar Crespo (PAN)                | 27.72 |       |
| 27        | 10      | 7    | Naoya Tomita (JPN)                | 27.75 |       |
| 28        | 8       | 4    | Giedrius Titenis (LTU)            | 27.78 |       |
| 29        | 7       | 3    | Nabil Kennab (ALG)                | 27.80 |       |
| 29        | 9       | 1    | Jakob Jóhann Sveinsson (ISL)      | 27.80 |       |
| 31        | 10      | 8    | Martin Melconian (URU)            | 27.92 |       |
| 32        | 11      | 7    | Viktor Vabishchevich (BLR)        | 27.93 |       |
| 33        | 8       | 8    | Laurent Carnol (LUX)              | 28.00 |       |
| 33        | 9       | 2    | Timoty Ferris (ZIM)               | 28.00 |       |
| 35        | 9       | 7    | David Olivier Mercado (MEX)       | 28.07 |       |
| 36        | 9       | 8    | Malick Fall (SEN)                 | 28.08 |       |
| 37        | 8       | 6    | Jorge Murillo (COL)               | 28.10 |       |
| 38        | 6       | 2    | Daniel Vacval (SVK)               | 28.11 |       |
| 39        | 11      | 8    | Yevgeniy Ryzhkov (KAZ)            | 28.17 |       |
| 40        | 7       | 6    | Sofiane Daid (ALG)                | 28.20 |       |
| 41        | 7       | 4    | Matej Kuchar (SVK)                | 28.36 |       |
| 42        | 9       | 5    | Sverre Naess (NOR)                | 28.52 |       |
| 43        | 7       | 5    | Vorrawuti Aumpiwan (THA)          | 28.63 |       |
| 44        | 8       | 3    | Eric Chan Wing Lim (HKG)          | 28.68 |       |
| 45        | 8       | 7    | Chen Cho-Yi (TPE)                 | 28.75 |       |
| 46        | 7       | 2    | Sergiu Postica (MDA)              | 28.90 |       |
| 47        | 7       | 1    | Diego Santander (CHI)             | 28.95 |       |
| 48        | 6       | 7    | Mubarak Al Besher (UAE)           | 29.04 |       |
| 49        | 6       | 4    | Dmitrii Aleksandrov (KGZ)         | 29.13 |       |
| 50        | 6       | 5    | Juan Guerra Quiñonez (ESA)        | 29.17 |       |
| 51        | 7       | 8    | Jehaad Alhenidi (JOR)             | 29.33 |       |
| 52        | 5       | 6    | Arturo Alejandro Montilla (DOM)   | 29.36 |       |
| 53        | 7       | 7    | Kenneth Lim Duan Le (SIN)         | 29.43 |       |
| 54        | 5       | 5    | Andrea Agius (MLT)                | 29.75 |       |
| 54        | 5       | 3    | Hycinth Cijntje (AHO)             | 29.75 |       |
| 56        | 6       | 6    | Nazih Mezayek (JOR)               | 29.77 |       |
| 57        | 4       | 3    | Hocine Haciane (AND)              | 29.81 |       |
| 58        | 5       | 2    | Chou Kit (MAC)                    | 30.28 |       |
| 59        | 5       | 1    | Maximilian Siedentopf (NAM)       | 30.80 |       |
| 60        | 6       | 8    | Mohamed Jasim (UAE)               | 30.89 |       |
| 61        | 5       | 8    | Erik Rajohnson (MAD)              | 30.97 |       |
| 62        | 4       | 4    | Daniel Galea (MLT)                | 31.01 |       |
| 63        | 6       | 1    | Wael Koubrousli (LIB)             | 31.11 |       |
| 64        | 4       | 7    | Ramadhan Vyombo (KEN)             | 31.13 |       |
| 65        | 5       | 7    | Hemra Nurmuradov (TKM)            | 31.75 |       |
| 66        | 1       | 6    | Adama Ouedraogo (BUR)             | 32.01 |       |
| 67        | 3       | 5    | Ronaldo Rodrigues (GUY)           | 32.14 |       |
| 68        | 4       | 1    | Ahmad Dumairi (PLE)               | 32.28 |       |
| 69        | 2       | 2    | Ahmed Atari (QAT)                 | 32.47 |       |
| 70        | 4       | 2    | Furgen Fici (ALB)                 | 32.66 |       |
| 71        | 4       | 6    | Damir Davletbaev (KGZ)            | 32.69 |       |
| 72        | 2       | 1    | Kouassi Brou (CIV)                | 33.10 |       |
| 73        | 3       | 1    | Lim Jyh Jye (BRU)                 | 33.24 |       |
| 74        | 4       | 8    | Shailesh Shumsher Rana (NEP)      | 33.26 |       |
| 75        | 1       | 4    | Mamadou Fofana (MLI)              | 33.38 |       |
| 76        | 3       | 2    | Mohammed Bahrin Behrom Shem (BRU) | 33.49 |       |
| 77        | 3       | 4    | Ron Albert Roucou (SEY)           | 34.22 |       |
| 78        | 2       | 5    | Adam David Kitururu (TAN)         | 34.27 |       |
| 79        | 2       | 7    | Dionisio Augustine II (FSM)       | 34.37 |       |
| 80        | 3       | 3    | Daisuke Ssegwanyi (UGA)           | 34.45 |       |
| 81        | 3       | 6    | Muhammad Abbas Hussain (PAK)      | 34.85 |       |
| 82        | 3       | 7    | Max Kanyerezi (UGA)               | 35.38 |       |
| 83        | 2       | 8    | Mohamed Coulibaly (MLI)           | 35.96 |       |
| 84        | 3       | 8    | Giordan Harris (MHL)              | 38.05 |       |
| 85        | 2       | 3    | Nelson Masang (PLW)               | 39.41 |       |
| -         | 2       | 6    | Kwame Apenteng (GHA)              | DNS   |       |
| -         | 5       | 4    | Shahjahan Ali (BAN)               | DNS   |       |
| -         | 6       | 3    | Loai Abdulwahid Tashkandi (KSA)   | DNS   |       |
| -         | 1       | 5    | Dangassat Iglay Arnaud (CGO)      | DSQ   |       |
| -         | 2       | 4    | Ted Fishka (ALB)                  | DSQ   |       |
| -         | 4       | 5    | Mohamed Osman (DJI)               | DSQ   |       |
| -         | 12      | 1    | Jakob Dorch (SWE)                 | DSQ   |       |

### Semifinal
A semifinal  ocorreu dia 18 de dezembro. Oito competidores se classificaram para a final. 
Semifinal 1
| Colocação | Raia | Nome                        | Tempo | Notas |
| --------- | ---- | --------------------------- | ----- | ----- |
| 1         | 8    | Robin van Aggele (NED)      | 26.41 | Q     |
| 2         | 4    | Fabio Scozzoli (ITA)        | 26.46 | Q     |
| 3         | 5    | Damir Dugonjic (SLO)        | 26.76 |       |
| 4         | 3    | João Gomes Jr. (BRA)        | 26.80 |       |
| 5         | 2    | Mark Gangloff (USA)         | 26.83 |       |
| 6         | 6    | Vladislav Polyakov (KAZ)    | 26.86 |       |
| 7         | 1    | Stanislav Lakhtyukhov (RUS) | 26.89 |       |
| 8         | 7    | Li Xiayan (CHN)             | 26.95 |       |

Semifinal 2
| Colocação | Raia | Nome                        | Tempo | Notas |
| --------- | ---- | --------------------------- | ----- | ----- |
| 1         | 3    | Felipe França Silva (BRA)   | 26.22 | Q     |
| 2         | 4    | Cameron van der Burgh (RSA) | 26.31 | Q     |
| 3         | 2    | Mihail Alexandrov (USA)     | 26.48 | Q     |
| 4         | 5    | Aleksandr Triznov (RUS)     | 26.54 | Q     |
| 5         | 6    | Roland Schoeman (RSA)       | 26.66 | Q     |
| 6         | 7    | Aleksander Hetland (NOR)    | 26.71 | Q     |
| 7         | 1    | Čaba Silađi (SRB)           | 26.75 |       |
| 8         | 8    | Hendrik Feldwehr (GER)      | 26.90 |       |

### Final
A final teve sua disputa realizada em 19 de dezembro. 
| Colocação         | Raia | Nome                        | Tempo | Notas |
| ----------------- | ---- | --------------------------- | ----- | ----- |
| Medalha de ouro   | 4    | Felipe França Silva (BRA)   | 25.95 | CR    |
| Medalha de prata  | 5    | Cameron van der Burgh (RSA) | 26.03 |       |
| Medalha de bronze | 8    | Aleksander Hetland (NOR)    | 26.29 |       |
| 4                 | 1    | Roland Schoeman (RSA)       | 26.41 |       |
| 5                 | 2    | Mihail Alexandrov (USA)     | 26.44 |       |
| 6                 | 3    | Robin van Aggele (NED)      | 26.50 |       |
| 7                 | 7    | Aleksandr Triznov (RUS)     | 26.71 |       |
| –                 | 6    | Fabio Scozzoli (ITA)        |       | DQ    |

Legenda
| Recorde mundial       | Recorde mundial (World record)               |                       | Recorde africano                      | Recorde africano (African) |                                           | Q | Classificado por posição (Qualified) |
| Recorde do campeonato | Recorde do campeonato (Championship record)  | Recorde da América    | Recorde da América (Americas)         | q                          | Classificado por melhor tempo (Qualified) |   |                                      |
| Melhor marca do ano   | Melhor marca do ano (World leading)          | Recorde asiático      | Recorde asiático (Asian)              | DNS                        | Não largou (Did not start)                |   |                                      |
| Recorde nacional      | Recorde nacional (National record)           | Recorde europeu       | Recorde europeu (European)            | DNF                        | Não terminou (Did not finish)             |   |                                      |
| Recorde pessoal       | Recorde pessoal do atleta (Personal best)    | Recorde da Oceania    | Recorde da Oceania (Oceania)          | DSQ / DQ                   | Desclassificado (Disqualified)            |   |                                      |
| Recorde da temporada  | Recorde da temporada do atleta (Season best) | Recorde sul-americano | Recorde sul-americano (South America) | NM                         | Sem marca (No mark)                       |   |                                      |